# Nirlirnaqtuuq
Nirlirnaqtuuq, tidigare benämnd Neerlonakto Island, är en ö i Kanada.   Den ligger i territoriet Nunavut, i den nordöstra delen av landet, 2 700 km norr om huvudstaden Ottawa.